# Palanas
Palanas è una municipalità di quarta classe delle Filippine, situata nella Provincia di Masbate, nella Regione di Bicol.
Palanas è formata da 24 baranggay: